# Kadcza
Kadcza (deutsch Kadschau) ist eine Ortschaft mit einem Schulzenamt der Gemeinde Łącko im Powiat Nowosądecki der Woiwodschaft Kleinpolen, Polen.

## Geographie
Der Ort liegt am linken Ufer des Flusses Dunajec in den Inselbeskiden (Beskid Wyspowy).
Die Nachbarorte sind Olszanka im Norden, Gaboń im Süden, Jazowsko im Westen.

## Geschichte
Seit 1282 gehörte der Ort zu den Klarissen in Stary Sącz.
Nach der Ersten Teilung Polens kam Kadcza zum neuen Königreich Galizien und Lodomerien des habsburgischen Kaiserreichs (ab 1804).
Im Jahre 1785 wurden im Zuge der Josephinischen Kolonisation deutsche Kolonisten lutherischen und reformierten Konfessionen angesiedelt. Sie gehörten zur Pfarrgemeinde in Stadła. Bis Ende des 19. Jahrhunderts wurden die Nachgeborenen der Kolonisten polonisiert. Im Jahre 1900 hatte das Dorf 582 Einwohner, davon alle polnischsprachig, 564 römisch-katholisch, 11 Juden, 7 anderer Glaube (überwiegend evangelisch).
1918, nach dem Ende des Ersten Weltkriegs und dem Zusammenbruch der k.u.k. Monarchie, kam Kadcza zu Polen. Unterbrochen wurde dies durch die Besetzung Polens durch die Wehrmacht im Zweiten Weltkrieg, während der es zum  Generalgouvernement gehörte.
Von 1975 bis 1998 gehörte Kadcza zur Woiwodschaft Nowy Sącz.